# Fools in the Dark

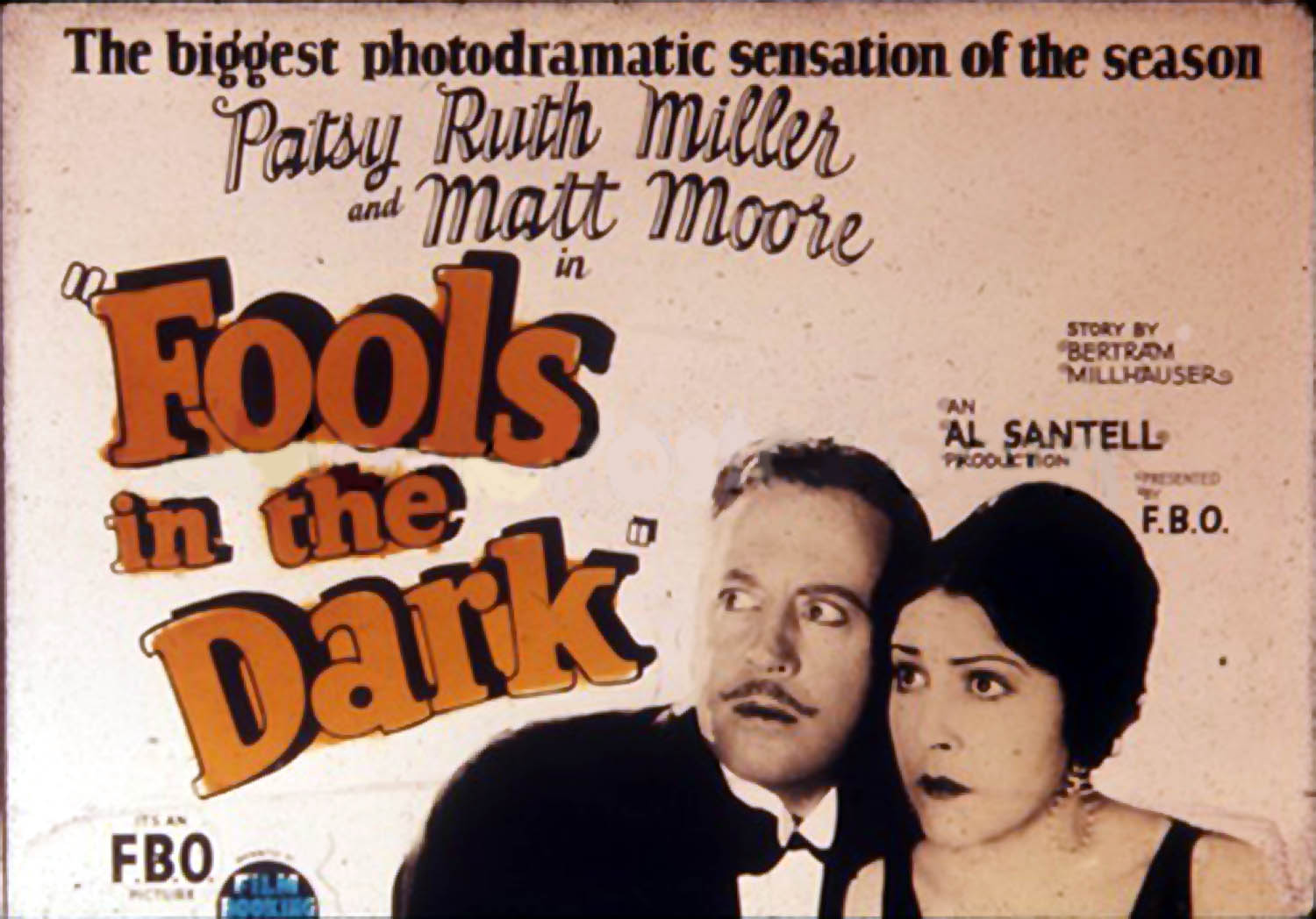

Fools in the Dark è un film muto del 1924 diretto da Alfred Santell.

## Trama
Quando chiede al padre della sua ragazza il suo consenso alle loro nozze, il giovane Percy si trova preso prigioniero da uno scienziato pazzo. Aiutato da Diploma, uno spazzino nero, riesce a scappare salvando anche Ruth, la fidanzata, in una rocambolesca fuga con l'ausilio di un idrovolante e l'assistenza dei marine.

## Produzione
Il film fu prodotto dalla Robertson-Cole Pictures Corporation.

## Distribuzione
Il copyright del film, richiesto dalla R-C Pictures, fu registrato il 16 luglio 1924 con il numero LP20399.
Distribuito dalla Film Booking Offices of America, uscì nelle sale cinematografiche statunitensi il 4 agosto 1924. Il 4 dicembre 1927, fu distribuito in Finlandia; in Francia, nel dicembre 1930.